# Гринченко, Мария Николаевна
Мария Николаевна Гринченко (Загирня) (в девичестве — Гладилина; 13 июня 1863, Богодухов — 15 июля 1928) — украинская писательница и педагог, жена Бориса Дмитриевича Гринченко.

## Биография
Мария Гладилина родилась 13 июня 1863 года в Богодухове.
В 1881 году закончила Богодуховскую гимназию и начала работать учительницей в местной школе.
В 1883 году обучалась на летних педагогических курсах народных учителей в Змиёве.
Там познакомилась со своим будущим мужем Борисом Гринченко.
На следующий — 1884 год Борис Гринченко и Мария Гладилина поженились.
С тех пор они стали работать вместе.
В 1887 году Гринченки переехали на Екатеринославщину в село Алексеевку (теперь Перевальский р-н Луганской обл.).
Написала несколько удачных лирических пьес (под псевдонимом М. Загирня), но затем всецело посвятила себя популяризации и переводам. Её перу принадлежат популярные брошюры на украинском языке и др., переводы на украинский язык ряда драм Ибсена («Столпы общества», «Призраки», «Нора»), «Гибели Содома» Зудермана, сказок Андерсена и др.
В 1910—1918 годах руководила издательством имени Бориса Гринченко. Была членом-редактором комиссии Словаря украинского живого языка (1919). Подарила ВУАН библиотеку Бориса Гринченко, к которой составила двухтомный каталог.
Мария Николаевна Гринченко умерла 15 июля 1928 года и похоронена в Киеве на Байковом кладбище рядом со своим мужем, дочкой и внуком.

## Семья

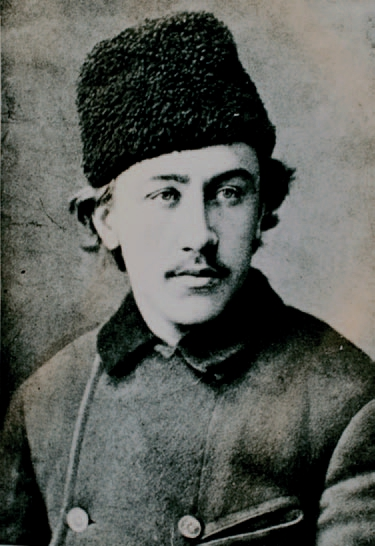
Борис Гринченко

Муж — Борис Дмитриевич Гринченко — украинский писатель, учёный, переводчик, общественный и политический деятель.
Дочь — Анастасия Борисовна Гринченко (1884—1907) — также писательница, рано скончавшаяся от чахотки, быстро развившейся после ареста по делу «Крестьянского союза» в 1905 г., А. Б. Гринченко дала ряд переводов: «Приключения Гека Гринна» М. Твена, «Огни Ивановой ночи» Зудермана, «Гедда Габлер» Ибсена и др.